# Moulay Abdessalam Ibn Mashish
Moulay Abdessalam Ibn Mashish (Arabisch: عبد السلام بن مشيش العلمي) (ook gespeld als Ibn Bashīsh, Ibn Manish, Ibn Machich, Ben Mshish) was een soefi-heilige en stichter van de Shadhiliya soefi orde, die leefde tijdens de heerschappij van de Almohaden-dynastie. Hij werd geboren in de regio van Beni Aross in de buurt van Tanger en leefde van 1140 tot 1227. Op een keerpunt in zijn leven trok hij zich terug op de berg Jabal al-'Alam, in de buurt van Tétouan, waar zijn mausoleum nu ligt. Hij werd de spirituele gids van Abu-l-Hassan ash-Shadhili, zijn enige leerling. Zijn eigen geestelijke erfenis was verbonden met die  van Abu Midian, de grote samensteller van het Marokkaanse Soefisme. Hij is de stamvader van Moulay Ali ibn Rashid, stichter van de stad Chefchaouen.
Hij was een Sjarief, een afstammeling van Hasan ibn Ali

## Werken
Hij is de auteur van een verzameling beschouwingen over het godsdienstige en politieke leven van zijn tijd en van een beroemde grafrede van de profeet Mohammed (taṣliyah), waarop een commentaar werd geschreven door Ahmad ibn Ajiba. Hij schreef ook een metafysische parafrase van een bekend gebed, genaamd al-Salat al-Mashishiyah, waarin de gelovige God vraagt om een zegen over de Profeet om hem te bedanken voor de ontvangst van de Islam door hem. Hierin ziet Ibn Mashish de profeet Mohammed als een uitdrukking van de Geest waar uit de hele openbaring voortkomt en deze is de eeuwige bemiddelaar tussen de Godheid en de wereld. Hij gaf ook de Islamitische wereld een gebed van salawat, Salawat al-Nariyah genaamd. Het wordt vandaag de dag nog door Moslims over de hele wereld gereciteerd.

## Overlijden
Ibn Mashish werd in 1227 vermoord door de volgelingen van de valse profeet en anti-Almohaden rebel Ibn Abi Tawajin, die op zijn beurt vermoord werd door een meute uit Ceuta als vergelding.
Zijn mausoleum ligt op de berg Jabal al-'Alam, in de plaats Moulay Abdeslam in de buurt van Larache en is vandaag de dag een belangrijk bedevaartsoord.